# پیکان آبی (سرده)
پیکان آبی، تیرکمان آبی (نام علمی: Sagittaria) نام یک سرده از تیره قاشق‌واشیان است.